# Dějiny Vietnamu

Státní znak Vietnamské socialistické republiky

Dějiny Vietnamu jsou dějinami Vietnamu pravěkého, Vietnamu za dob dynastií, koloniálního období, dějinami dvou států existujících v letech 1955–1976 a dějinami Vietnamské socialistické republiky existující dodnes.

## Pravěk a starověk
K nejstarším kulturám na území Vietnamu patří bacsonská kultura. Její příslušníci uměli hrubě opracovávat kámen do elipsovitého, případně mandlovitého tvaru a vyrábět nože, škrabadla a pravoúhlé sekery. Z lehce zpracovatelného bambusu zhotovovali kůly, šípy a nože. Osvojili si i hrnčířství (hlínou se vymazávaly pletené bambusové košíky, které se vypalovaly). Jinak byli lovci a sběrači. Zemědělství v této době ještě nebylo známé, ale byl domestikován pes.
Další významnou kulturou byla Hoabinhská kultura. Bývá kladena přibližně do 11. až 4. tisíciletí př. n. l. Lidé hoabinhské kultury žili ve vápencových masivech kolem delty Rudé řeky, jejích přítoků a podél mořského pobřeží. Ve Vietnamu je známo přes 120 sídel této kultury. Její příslušníci uměli vyrobit kamenné nástroje oválného, kruhovitého a trojúhelníkovitého tvaru s ostrými hranami, jednoduché nože a sekáče, mimo kamenných nástrojů byly používány nástroje z kostí a lastur. Neznali zemědělství ani keramiku, ale prováděli kremace. I Hoabinci jsou považování za lovce a sběrače..
Kultura Dong Son (též dongsonská kultura) se nacházela na území severního a středního Vietnamu, především v deltě Rudé řeky. Předpokládá se, že jejím hlavním územím bylo okolí Lang Sonu, přičemž ve středním Vietnamu zasahovala až na území dnešní provincie Quang Binh. Existovala v době bronzové, zhruba kolem roku 1000 př. n. l.. Je u ní již dokázána znalost pěstování rýže za využití zavlažovacích technik a domy na kůlech, které měly zabránit proniknutí zvěře. Dalším typickým znakem této kultury bylo žvýkání betele, které je dodnes ve Vietnamu značně rozšířeno. Za důležitý znak této kultury je považováno využívání tetování. Byla nalezena řada bronzových zemědělských nástrojů, zbraní a nádob. Za nejzvláštnější nálezy jsou považovány tzv. dongsonské bubny, které jsou vyrobeny z bronzu a zdobeny výjevy ze života. Účel těchto bubnů není znám, ale předpokládá se, že sloužily jako rituální hudební nástroj, kterým se přivolával déšť.
Počátky státní dějin jsou nejisté. Legendární zakladatelskou královskou dynastií prvního vietnamského státu měla být dynastie Hong Bang. Měla vládnout v letech 2879–258 př. n. l. a každý z jejích 18 panovníků dle legendy vládl více než sto let. Příběhy o zakladatelské dynastii jsou shromážděny v souboru Lĩnh Nam chích quái (Podivuhodné příběhy z Jižní země), jenž byl sestaven ve 13. století, a který má až pohádkové motivy. Velkou roli v něm hrají draci. Zakladatelem dynastie měl být Lạc Long Quân a čínská princezna Âu Cơ. Lạc Long Quân je v pověsti označován za mořského draka, Au Co za vílu. Jejich nejstarší syn Hùng měl být prvním králem. Jím založené království se mělo jmenovat Văn Lang. K nejvěrohodnějším aspektům Podivuhodných příběhů je lokace, tedy okolí dnešní Hanoje, což je podle archeologů skutečně nejstarší jádro vietnamské kultury. Důležitým politickým aspektem mýtu je také vyhraňování se vůči Číně („severní zemi“). O první dynastii vypráví i jiné literární zdroje, například kronika Đại Việt sử ký toàn thư. Ta určuje přesný rok začátku její vlády (2879 př. n. l.). Spis Việt sử lược určuje počátek dynastie do doby panování krále Čuānga z čínské dynastie Čou, tedy někam do let 696–682 př. n. l.
Dynastie Hong Bang měla vládnout až do roku 258 př. n. l., kdy měl moc převzít Thục Phán, vládce severnějšího království Âu Việt (založeného dle legendy již princeznou Âu Cơ, poté, co se s Lạc Long Quânem rozešli). Obě království prý spojil pod názvem Âu Lạc a založil novou královskou dynastii Thục. Ani Thuc Phana ovšem historici nepovažují za plně historickou postavu. Stát Âu Lạc však za historickou entitu již považován je. Existoval v letech 257–179 a jde o nejstarší skutečně doložený státní útvar na vietnamském území. Hlavním městem byl Cổ Loa (dnes Hanoj, čtvrť Dong Anh)

## Období Severní závislosti
V roce 111 před n. l. území severního Vietnamu dobyla vojska čínské dynastie Chan. Území bylo spravováno jako provincie Ťiao č (čínsky pchin-jinem Jiāozhǐ, znaky 交趾, 交阯, vietnamsky Giao Chỉ). Přes četná povstání, z nichž nejslavnější bylo povstání sester Trung z let 39-42 po Kr., se čínská nadvláda udržela velmi dlouho. Nezávislosti se území Vietnamu dočkalo až v roce 544, kdy vojevůdce Lý Bí obhájil nezávislost a vyhlásil dynastii Raná Lý, která vydržela až do roku 602, kdy bylo území Vietnamu opětovně dobyto čínskou dynastií Tchang.
V jižní části dnešního Vietnamu existovalo od roku 192 po Kr. nezávislé království Lâm Ấp, z něhož později v 4. stol. vznikl státní útvar Čampa, skládající se z pěti knížectví. Čamská civilizace byla silně ovlivněné indickou kulturou.

## První dynastie
K obnovení nezávislosti došlo až po zániku dynastie Tchang v průběhu 10. století. Již od roku 905 dosáhlo území severního Vietnamu autonomie pod nadvládou klanu Khúc, avšak skutečná nezávislost byla vyhlášena až roku 939, kdy nastoupila dynastie Ngo, jež byla po třiceti letech vystřídána vojevůdcem Dinh Bo Linhem, který založil krátkodobou dynastii Dinh a dal státu jméno Đại Cồ Việt, po jeho zavraždění pak roku 980 ovládl trůn vojevůdce Lê Hoàn, zakladatel dynastie Raná Lé. Ani tato dynastie nevládla příliš dlouho, protože Lé Hoànův syn Lé Long Dinh, neblaze proslulý krutostí, zemřel roku 1009 bez potomka.
Období prvních vietnamských nezávislých dynastií (Ngo, Dinh a Le) je charakterizováno chaosem, politickou nestabilitou a častým střídáním vlády. Vládci panující z hlavního města Hoa Luu neměli moc nad celým územím tehdejšího Vietnamu a tak v jednotlivých krajích prakticky neomezeně vládla místní šlechta.

## Dynastie Ly-Tran
V roce 1009 se k moci dostal císař Ly Thai To a založil dynastii Pozdní Lý, jejíž vláda byla charakterizována centralizací a spoluprací státu s buddhistickým duchovenstvem. Od roku 1075 byly podle čínského vzoru zavedeny státní zkoušky a na vládě se místo aristokracie začalo více podílet školené úřednictvo. Hlavním městem se stal Thăng Long, tedy dnešní Hanoj. Od konce 12. století začala moc dynastie Lý upadat a po státním převratu roku 1225 byl poslední císař dynastie Lý sesazen regentem z klanu Tran a uvězněn v buddhistické klášteře. Dynastie Lý tak byla vystřídána navazující dynastií Tran. Obě dynastie tvoří jedno velké dějinné období Lý-Tran (1009–1400). v době vlády dynastie Tran došlo k zajímavému jevu, že ve Vietnamu vládli zároveň mladší král a starší král, tak se mohli mladí panovníci naučit vládnout pod vedením svého otce. Vliv buddhismu na státní správu postupně slábl a byl nahrazen konfucianismem. Za vlády dynastie Tran musel Vietnam čelit třem vpádům mongolských armád (1258, 1283-85 a 1287), ale všechny se podařilo odrazit. Transký dvůr byl během 14. století oslaben dynastickými spory a rozmařilostí panovníků, roku 1400 byl poslední nezletilý císař svržen regentem Hồ Quý Ly, a tím nastoupila dynastie Hồ, ta však vládla jen 7 let. V této době bylo znovu přestěhováno hlavní město, ve Vietnamu byly zavedeny papírové peníze a úředním jazykem se poprvé stala vietnamština namísto čínštiny. Roku 1407 byla dynastie Hồ svržena invazními vojsky čínské dynastie Ming.

## Dynastie Pozdní Lé a počátky styků s Evropany
Čínskou nadvládu svrhl roku 1428 vůdce povstání Lé Loi, údajně za pomoci kouzelné želvy, a založil dynastii Lé, která formálně vládla až do roku 1488. Zároveň došlo k dobytí Čampy, která byla postupně podmaněna. Roku 1527 došlo k povstání rodu Mạc, který až do konce 16. století ovládal nejsevernější oblasti Vietnamu. Také na zbytku území císařská moc slábla a z císařů se nakonec stali loutkoví vládci, zatímco faktickou moc drželi od poloviny 16. století vojevůdci z rodů Trịnh na severu a Nguyen na jihu. Během 16. a 17. století přicházeli do Vietnamu první evropští obchodníci a křesťanští misionáři, zvlášť významný byl francouzský jezuita Alexandre de Rhodes, který vytvořil dnes používané vietnamské písmo, založené na bázi latinky. Roku 1770 na jihu Vietnamu vypuklo rolnické povstání, jehož vůdci posléze založili dynastie Tây Sơn, která vládla do roku 1802.

## Dynastie Nguyen
Rodina Nguyen, sídlící ve městě Hue, hrála významnou roli už od poloviny 16. století, kdy fakticky ovládala střední a jižní část Vietnamu. Roku 1802 se dostala k moci jako dynastie Nguyen poté, co s francouzskou pomocí porazila předchozí dynastii Tây Sơn. Hlavním městem zůstalo Hue. Později se ale císařský dvůr od Francouzů distancoval a politicky se orientoval na Čínu dynastie Čching. Za vlády císaře Minh Mạnga (1820-1841) došlo k pronásledování křesťanů včetně zahraničních misionářů, jeden z nich, páter Joseph Marchand, údajně zapletený do povstání proti císaři, byl roku 1835 v Saigonu umučen k smrti. Mezi vietnamskými křesťany však bylo obětí mnohem více. Pronásledování křesťanů se stalo posléze jednou ze záminek pro francouzskou anexi Vietnamu. Ta probíhala postupnými kroky. Roku 1855 francouzské námořnictvo poprvé ostřelovalo přístav Da Nang, roku 1861 Francouzi obsadili Saigon a roku 1867 vyhlásili v nejjižnější části Vietnamu kolonii Kocinčína. Odtud posléze šířili svůj vliv na sever, kde roku 1883 po dobytí Hanoje a Hue vytvořili dva protektoráty Annam ve střední části země a Tonkin na severu. Kočinčína, Annam a Tonkin byly začleněny do správního celku Francouzská Indočína. Zároveň byl Vietnam vyvázán z dosavadní formální závislosti na čínské říši dynastie Čching. Francouzi tvrdě potlačovali jakékoli projevy vietnamského nacionalismu, roku 1885 byl odstraněn císař Ham Nghi, který se pokoušel o nezávislou politiku a poslední vládci z rodu Nguyen disponovali jen omezenou mocí, vládli jako chráněnci Francouzů.

## Historie po druhé světové válce
Francouzská nadvláda skončila během 2. světové války, kdy byl Vietnam obsazen Japonci. Po porážce Japonska se Francie snažila znovu upevnit koloniální panství a vypukla Indočínská válka, která skončila v roce 1954 bitvou u Dien Bien Phu, v níž Vietnamci zvítězili. Následovala mírová konference v Ženevě a podpis mírových Ženevských dohod. Posléze byl Vietnam rozdělen na Ho Či Minovu komunistickou severní Vietnamskou demokratickou republiku a profrancouzský jižní Vietnamský stát císaře Bao Daie, který se v roce 1955 po zrušení politické unie s francií transformoval ve Vietnamskou republiku. Po abdikaci císaře Bao Daie se stal hlavou jižního Vietnamu problematicky zvolený prezident Ngo Dinh Diem. Během nadcházejícího 300 denního období otevřených hranic téměř 1 milion většinou katolických obyvatel emigroval ze severu do Jižního Vietnamu.
V následujícím období docházelo v obou částech Vietnamu k represím a násilnostem. Zatímco na severu probíhala kolektivizace, spojená s perzekucemi bohatých majitelů půdy a pronásledování lidí, podezřelých z kolaborace s Francouzi, na jihu zahájil prezident Diem pronásledování lidí, podezřelých ze spolupráce s komunisty. Zároveň probíhaly i perzekuce rolníků a buddhistických mnichů, jimž katolický prezident Diem nedůvěřoval. krátce nato komunistické jednotky Viet Minhu zahájily v 50. letech partyzánské operace s cílem svrhnout Diemův násilnický a zkorumpovaný režim.
Dieomovo setrvání u moci se stalo neúnosným a v listopadu 1963 byl Diem skupinou důstojníků sesazen a bez soudu zastřelen spolu se svým bratrem Nhu, druhým mužem jihovietnamského režimu. Vojenské operace partyzánských komunistických jednotek Vietminhu probíhaly i na území sousedící Kambodže a Laosu. Již v této době působilo na území jižního Vietnamu mnoho amerických vojáků i diplomatů. Roku 1964 pod záminkou tzv. Tonkinského incidentu vypukla mezi Jižním a Severním Vietnamem válka, v níž se na straně Jižního Vietnamu silně angažovaly USA. Válka však mezi veřejností v USA neměla podporu a od poloviny 60. let proti ní vzrůstal masový odpor v souvislosti s hnutím hippies a pacifismem. V roce 1969 dosáhl počet amerických vojsk ve Vietnamu vrcholu, v zemi operovalo více než půl milionu Američanů, poté došlo k obratu a prezident Nixon nechal vojáky pomalu stahovat. Roku 1973 došlo k podepsání Pařížských dohod, což byl první krok k uzavření míru a stažení posledních jednotek americké armády z Vietnamu. Roku 1975 severní Vietnam obnovil ofenzívu a došlo téměř bez boje k obsazení větší části Jižního Vietnamu. Posledním krokem bylo dobytí Saigonu, při němž americká armáda zajistila evakuaci zbývajících Američanů a vietnamských antikomunistů z Jižního Vietnamu. Po ukončení války byl Vietnam znovusjednocen pod nadvládou komunistů.
V roce 1979 vietnamská invaze do Kambodže pomohla ukončit krutovládu Rudých Khmerů